# Club Deportivo Yurusty

## Historia
El club fue formado en la década de los 70`s y ocupó los primeros lugares en los Torneos de Barrios y Distritos Domingueños.
En 1975 ganan su primer torneo Inter Distrital Cantonal; siendo la base de la selección domingueña; jugando contra las Selecciones de Santa Bárbara, Resentidos de San Pablo, Belén F.C, Barrio Corazón de Jesús, Floreña, San Lorenzo, San Francisco de Heredia, Independiente Iglesias, Caribe F.C, Barva, San Isidro, San Rafael, Barreal y la UNA.
Sin embargo, es hasta 1980 y con la ayuda del comité cantonal de Deportes local, que Yurusty representa a Santo Domingo como selección de Fútbol en la Tercera División por CONAFA, también conocida en años anteriores como la segunda división de Ascenso.

### Logros alcanzados
En 1980 es campeón cantonal de 3.ª. División y juega la cuadrangular por la provincia de Heredia (2.ª. División de Ascenso). Y es campeón en su división dejando en el camino al Club Deportivo Diablos Rojos de San Pablo. No obstante, en 1981 el club verde amarela juega las semifinales finales nacionales y es eliminado por la A.D. El Buen Precio de Curridabat.
En 1985 el Yurusti es Campeón Cantonal de Tercera División de ANAFA.
Sin embargo en 1986 campeoniza a nivel provincial la A.D. Barrealeña.
Campeonato de Tercera División Ascenso ANAFA. Región 9 por Heredia, 1986
- A.D. Barrealeña de Ulloa (CAMPEÓN)
- INVU San José de La Montaña Barva (SUB CAMPEÓN)
- Selección de Santa Bárbara
- Independiente La Rusia de San Joaquín de Flores
- A.D. Tournón de San Isidro
- Club Deportivo Bravo Rafaeleño
- Club Deportivo Miraflores de San Pablo
- Club Deportivo Yurusti
- San Isidro de Belén
- Estrella de Sur de San Francisco

### Tercera División de ANAFA años 90,s
En 1994 Yurusty es nuevamente campeón distrital y cantonal de tercera división disputando el título por la eliminatoria interregional. Aspirando a la Segunda División B de ANAFA 1995- 96.

## Palmarés
Torneos nacionales
- Campeón Nacional de Tercera División Heredia (1): 1980